# Balleny-Inseln
Die Balleny-Inseln (englisch Balleny Islands) sind eine über 190 km von Nordwesten nach Südosten gestreckte Gruppe unbewohnter Inseln in der Somow-See im Südlichen Ozean rund 2300 km südlich von Neuseeland. Die Inselgruppe liegt etwa 300 Kilometer vom antarktischen Festland (Oatesland) entfernt und ist ein Teil des Ross-Nebengebiets, des von Neuseeland beanspruchten Antarktisterritoriums. Da aber Ansprüche südlich von 60 Grad südlicher Breite gemäß Antarktisvertrag nicht anerkannt werden, sind die Inseln bislang keinem Staat zugehörig. Die Balleny-Inseln liegen allesamt vollständig in den Screaming Sixties.

## Geographie
Die zu 95 % vergletscherten Inseln weisen eine Gesamtfläche von angenähert 800 km² auf und sind vulkanischen Ursprungs. Die Inselgruppe besteht aus den drei Hauptinseln Young Island, Buckle Island und Sturge Island sowie zahlreichen deutlich kleineren Eilanden und Felsen.
| Insel/Eiland      | Fläche (km²) | Höchste Erhebung (m)                              |
| ----------------- | ------------ | ------------------------------------------------- |
| Young-Gruppe      |              |                                                   |
| Seal Rocks        | 0,0          | 15                                                |
| Pillar            | 0,0          | 51                                                |
| Young Island      | 225,4        | Freeman Peak 1340,[1] ~1200[2]                    |
| Row Island        | 1,7          | 180,[3] 183[1]                                    |
| Borradaile Island | 3,5          | 381[1]                                            |
| Beale Pinnacle    | 0,0          | 61[1][4]                                          |
| Buckle-Gruppe     |              |                                                   |
| Buckle Island     | 123,6        | 740,[5] 1238[1]                                   |
| Scott Cone        | 0,0          | 30,[6] 31[1]                                      |
| Eliza Cone        | 0,0          | 67,[1] 70[7]                                      |
| Chinstrap Island  | 0,0          |                                                   |
| Sabrina Island    | 1,5          | 90[1], 180[8]                                     |
| The Monolith      | 0,1          | 79[9]                                             |
| Sturge-Gruppe     |              |                                                   |
| Sturge Island     | 437,4        | Brown Peak 1167,[9] 1524,[10] 1705,[11] ~1800[12] |
| Balleny Islands   | 791,9        |                                                   |
Der südliche Polarkreis schneidet die Inselgruppe zwischen der Young und Buckle Island in der Nähe von Borradaile Island. Die höchste Erhebung der Inselgruppe, der noch unbestiegene Brown Peak mit 1524 m Höhe, befindet sich auf Sturge Island. Auf zwei Inseln befinden sich kleine Notunterkünfte: „Swan Base“ auf Borradaile und „Sabrina Refuge“ auf Sabrina Island.

## Geschichte

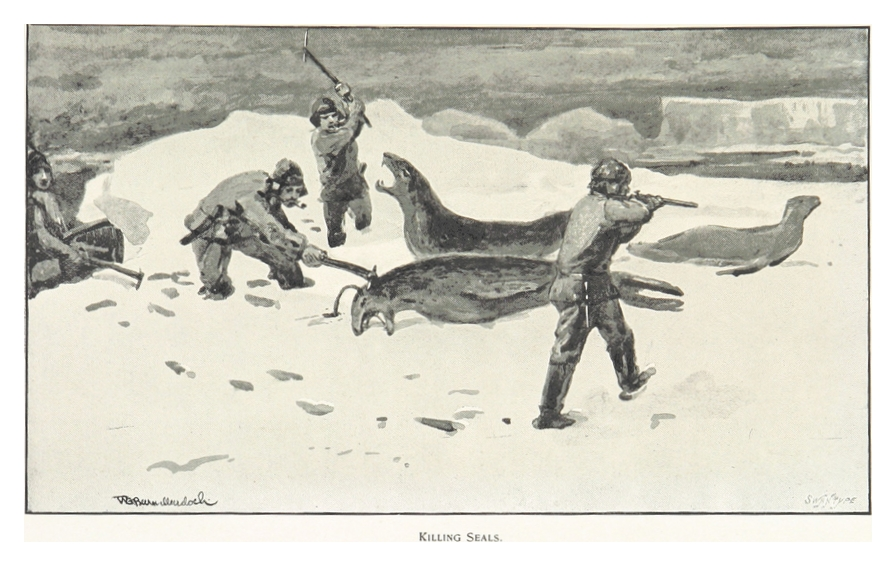
Robbenjagd am Strand der Young Island (1894)

Entdeckt wurde die Inselgruppe 1839 von den Walfänger-Kapitänen John Balleny mit dem Schoner Eliza Scott und Thomas Freeman († 1839) mit dem Kutter Sabrina. Thomas Freeman betrat am 12. Februar 1839 erstmals eine der Inseln – dies war zugleich die erste Landung jenseits des südlichen Polarkreises.
Im Dezember 1894 wurde der Balleny-Archipel von der norwegischen Bark Antarctic angelaufen. Die Expedition unter Kapitän Henryk Bull hatte den Auftrag, die klimatischen und wirtschaftlichen Bedingungen der antarktischen Gewässer zu erforschen, insbesondere für die Wal- und Robbenjagd.
Seit 1982 steht ein Teil der Inselgruppe (Sabrina Island, The Monolith und Chinstrap Island) unter dem Schutz des Antarktisvertrags, seit 2002 als besonders geschütztes Gebiet Nr. 104.

## Tierwelt
Für sieben Vogelarten ist nachgewiesen, dass sie auf den Balleny-Inseln brüten. Die Kolonien des Silbersturmvogels an der Nordwestküste von Sturge Island bestehen aus schätzungsweise 10.000 bis 20.000 Paaren, während die westlichen Kliffs von etwa 10.000 Paaren des Schneesturmvogels bevölkert sind. 6000 Paare des Silbersturmvogels brüten auf Row Island. Die häufigste Pinguinart ist der Adeliepinguin. Allein auf Sabrina Island brüten 3500 Paare. Der auf den Balleny-Inseln seltenere Zügelpinguin ist in drei Kolonien aus insgesamt 1350 Paaren auf Buckle Island anzutreffen. Die weiteren Brutvögel sind der Kapsturmvogel, der Antarktiksturmvogel und die Buntfuß-Sturmschwalbe.